# 村上アヤメ
村上 アヤメ（むらかみ アヤメ、1911年3月25日 - 2009年3月30日）は、日本初の女性バスガイド（当時は少女車掌と呼ばれていた）の一人である。

## 来歴
現在の大分県玖珠郡玖珠町出身。大分県立森高等女学校（大分県立森高等学校の前身）を卒業後、家族で別府市に転居し、17歳で亀の井自動車（現在の亀の井バス）に入社。5年間、バスガイドとして勤務した。月給は3食付きで20円と、当時としては高給であった。
女性バスガイドは、別府観光の祖と言われる油屋熊八が1928年に亀の井自動車を設立し地獄めぐり遊覧バスの運行を開始した際に考案したもので、七五調による観光案内が名物であった。七五調の案内文は、「不老暢人」のペンネームで文筆活動をしていた社員（後に専務）薬師寺知朧が、親交のあった菊池寛や久米正雄に修正してもらいながら完成させたものであった。
一線を退いた後は後進の指導に当たった。また、その後長らく七五調の観光案内を披露する等して別府観光のPRに貢献。1998年7月に亀の井バスが七五調の案内を復活させた時にはバスガイドの指導もおこなった。

## 顕彰
- 別府市特別功労表彰（1998年）[2]
- 別府市市制施行八十周年記念表彰（2004年）[2]